# Nymphidium badia
Nymphidium badia är en fjärilsart som beskrevs av Hans Ferdinand Emil Julius Stichel 1929. Nymphidium badia ingår i släktet Nymphidium och familjen Riodinidae. Inga underarter finns listade i Catalogue of Life.